# Aire capitoline
L'aire capitoline (en latin : area Capitolina ou area Capitolii) est un vaste espace consacré à ciel ouvert entourant le temple de Jupiter Capitolin sur le Capitolium, la partie méridionale de la colline du Capitole. L'aire sacrée comprend de nombreux temples dédiés à des divinités associées à Jupiter, ainsi que de nombreuses statues, autels, colonnes honorifiques et trophées.

## Localisation
À l'origine, l'area Capitolina désigne la place en avant du temple de Jupiter Capitolin (delubrum). Sous l'Empire, l'aire s'est étendue et a fini par recouvrir tout le sommet du Capitolium, aplani et aménagé pour permettre la construction de nombreux édifices.

## Histoire
L'aire sacrée est aménagée une première fois lors de la construction du temple de Jupiter Capitolin, à la fin de la royauté romaine. Au départ, l'aire est peu étendue et adopte une forme irrégulière, suivant le relief de la colline et la construction des murs de soutènement. Elle est agrandie en 388 av. J.-C., des travaux perçus alors comme impressionnants. En 159 av. J.-C., le censeur Publius Cornelius Scipio Nasica fait doubler le mur face au temple de Jupiter par un portique,.
L'aire sacrée est inaccessible la nuit, fermée et protégée par des oies sacrées et des chiens, placés sous la surveillance d'un janitor qui réside sur la colline. C'est dans la maison de ce dernier que Domitien se réfugie lorsque les troupes fidèles à Vitellius donnent l'assaut au Capitole où se sont retranchés Titus Flavius Sabinus et ses partisans. Cette maison disparaît par la suite lors de la construction du temple de Jupiter Conservator.

## Description

### L'aire sacrée
La terrasse du Capitole est délimitée par d'imposants murs de soutènement qui longent tout le relief. Ils ont permis l'aplanissement de la zone afin d'en faire un plateau artificiel. Une série de pièces appelées favissae reliées par un réseau de galeries sont aménagées en sous-sol. Elles communiquent avec le temple de Jupiter et abritent les éléments architecturaux endommagés du temple de Jupiter Capitolin, les anciennes dédicaces et celles qui ne peuvent pas être exposées, les statues abîmées ou inutilisées et les présents dédiés à la divinité,.
Des vestiges des substructures ont été mis au jour sur les pentes orientales de la colline, à environ 35 mètres du temple de Jupiter. Sur les autres côtés du temple qui sert de point de référence, l'extension maximale de l'aire est évaluée à 30 mètres à l'ouest et environ 45 mètres au sud. L'espace aplani derrière le temple est étroit et ne permet que le passage d'une procession. La superficie de l'aire est évaluée à plus d'un hectare, un espace suffisant pour la construction de nombreux édifices.

### Les accès

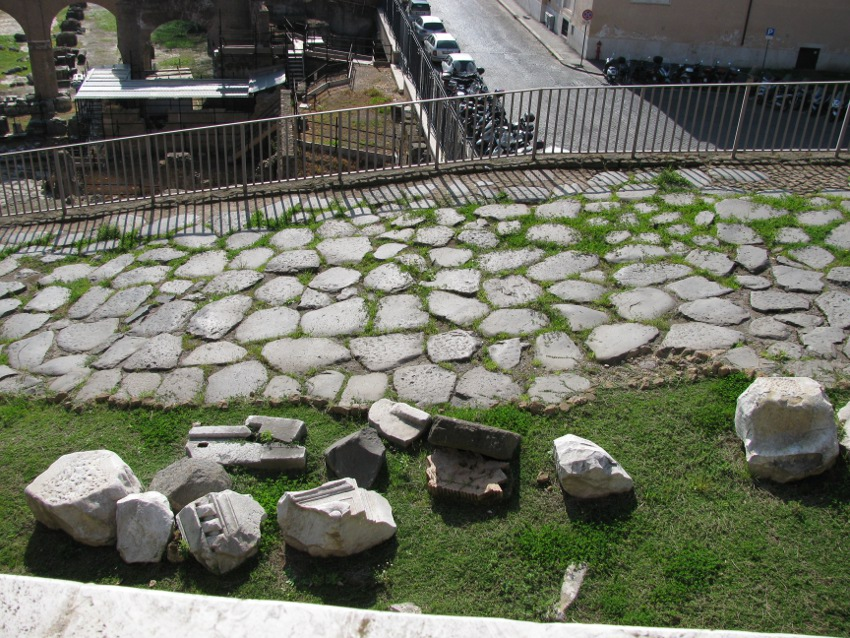
Vestiges du pavement du Clivus Capitolinus un peu avant qu'il n'atteigne la terrasse.

#### LeClivus Capitolinuset l'arc de Scipion l'Africain
L'entrée principale se trouve au milieu du côté sud-est et correspond à l'arrivée du Clivus Capitolinus qui relie la plate-forme au Forum Romain. Les auteurs antiques désignent parfois ce dernier tronçon du clivus sous le nom de fores Capitolii,.
L'arc de Scipion est un des plus anciens arcs de triomphe de Rome, érigé au début du IIe siècle av. J.-C. L'arc enjambe ou se dresse au bord (adversus viam) du Clivus Capitolinus alors qu'il débouche sur la terrasse capitoline, mais ne semble pas être considéré comme une entrée de l'aire sacrée du Capitole.

#### LaPorta Pandana
Il est possible d'accéder au sommet du Capitolium en empruntant un escalier (Centus Gradus) qui démarre dans le Vélabre et débouche dans le coin sud de la terrasse, au sud de la Roche Tarpéienne, et passant sous la Porta Pandana. Il s'agit d'une entrée secondaire.

### Les principaux temples

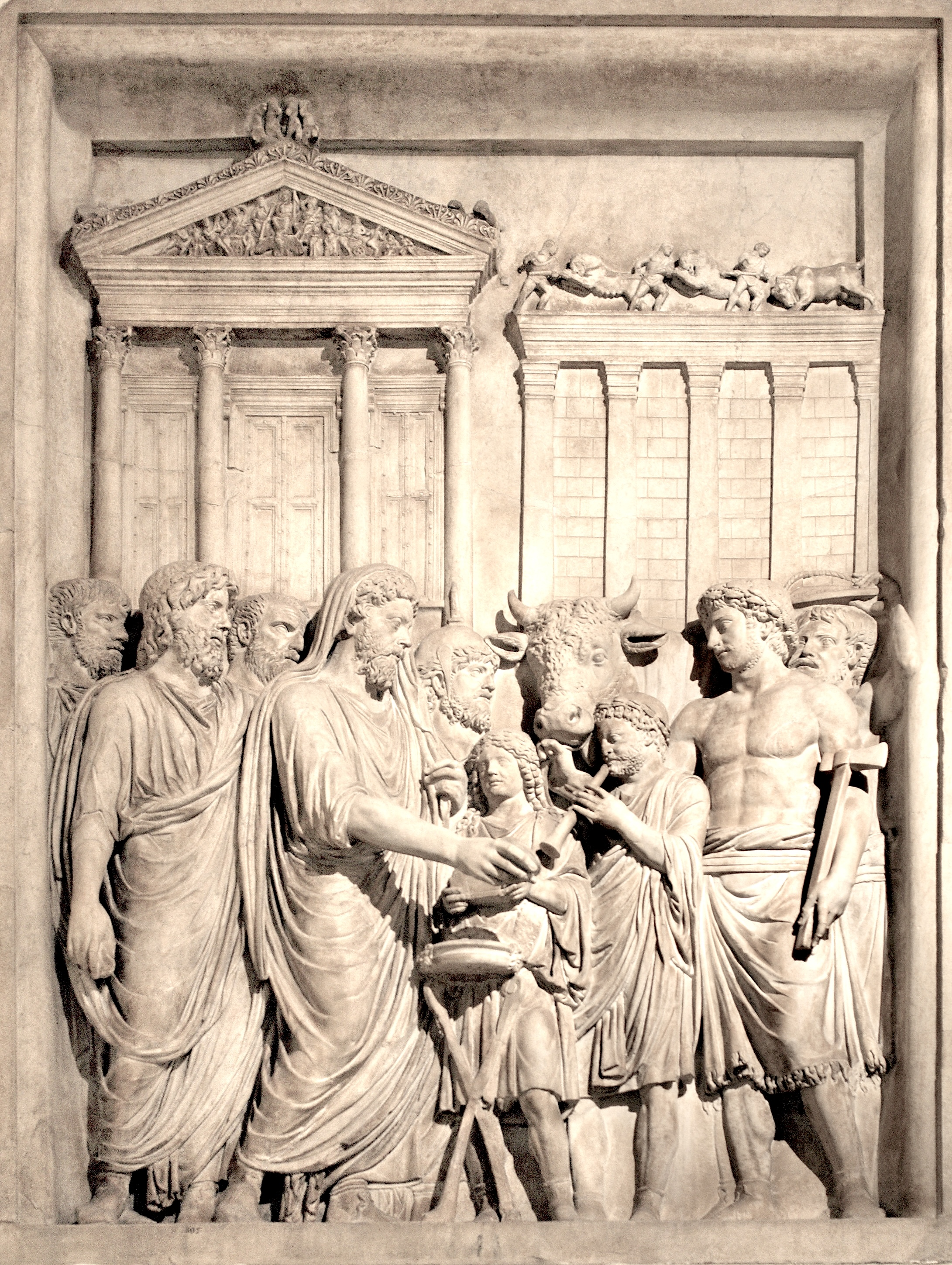
Marc Aurèle et les membres de la famille impériale procédant à un sacrifice sur l'aire capitoline, devant le temple de Jupiter, pour exprimer leur gratitude pour leurs victoires sur les tribus germaniques.

#### Le temple de Jupiter Capitolin
Le temple occupe le sommet de la colline du Capitole et est dédié à la triade Jupiter, Junon et Minerve. Selon la tradition, la construction débute sous Tarquin l'Ancien et s'achève sous Tarquin le Superbe. Toutefois, selon les auteurs antiques, la dédicace du temple, attribuée à Marcus Horatius Pulvillus, n'intervient que le 13 septembre 509 av. J.-C., soit la première année après la fondation de la République romaine,.

#### Le temple de Jupiter Tonnant
Le temple se situe in Capitolio, près de l'entrée de l'Area Capitolina depuis le Forum Romain, au sommet du Clivus Capitolinus, faisant de Jupiter Tonnant le gardien de l'aire sacrée,. Le temple est érigé par Auguste en 26 av. J.-C.,

#### Le sanctuaire deFortuna Primigenia
La construction de ce sanctuaire est attribuée à Servius Tullius. Le petit temple ou la chapelle se situe à proximité du temple de Jupiter Tonnant, à l'extrémité orientale du Capitolium,.

#### Le temple des chariots sacrés
Ce petit temple (en latin : Aedes Tensarum, Aedes Tensarium ou Tensarium Vetus), dont l'existence est seulement attesté dans un document militaire, est situé à l'est de l'aire sacrée à proximité immédiate du temple de Jupiter. Il abrite probablement les chars (tensae) en argent et en ivoire utilisés pour transporter les effigies des divinités lors de la célébration de jeux publics, de cérémonies religieuses ou lors des triomphes,. Après le transfert du char de Jupiter au Cirque Maxime, le temple a pu être baptisé Tensarium Vetus.

#### Le temple de Jupiter Férétrien
Petit temple tétrastyle, il est construit selon la tradition par Romulus afin d'abriter les dépouilles opimes prises sur le roi Acron à proximité du temple de Jupiter capitolin. Deux autres généraux procèdent à cette même consécration, Aulus Cornelius Cossus et Marcus Claudius Marcellus. Le temple est également utilisé par le collège des Fétiaux.

### Les autels, les statues et les trophées

#### Les autels
L'aire du Capitole contient de nombreux autels et chapelles, parmi lesquels le grand autel de Jupiter qui s'élève en avant des marches du temple, les autels de Jupiter Soter, d'Isis et Sérapis, de Bellone, des Genius Populi Romani, Felicitas et Venus Victrix, de la gens Iulia et peut-être de Jupiter Victor et d'Indulgentia.

#### Les statues de divinités
De nombreuses statues de divinités sont disposées sur l'aire et dans les temples. L'une d'elles, une statue colossale de Jupiter, est érigée par le consul Spurius Carvilius Maximus en 293 av. J.-C. Selon Pline l'Ancien, cette statue est si grande qu'elle pouvait être vue depuis le temple de Jupiter Latiaris sur le Mont Albain. Parmi les plus importantes, on trouve une statue portée par une colonne, agrandie et tournée vers l'est en 63 av. J.-C., une statue colossale d'Hercule, une autre de bronze réalisée par Lysippe et rapportée de Tarente, des statues de Mars, Liber Pater, Jupiter Africus et Némésis.

#### Les statues de Romains célèbres
Avec l'agrandissement de l'aire sacrée et la construction de nombreux sanctuaires, il est devenu courant d'y élever des statues en l'honneur de citoyens romains célèbres, en plus des nombreuses statues qui ornent déjà la place. Leur nombre est tel qu'Auguste en fait déplacer plusieurs sur le Champ de Mars pour libérer de l'espace. La localisation précise de chaque statue est impossible, il n'est même pas certain si les statues sont dressées sur l'esplanade ou dans la cella d'un temple, certaines ne sont que vaguement évoquées par les auteurs antiques. Parmi les plus célèbres, on peut citer les statues des rois légendaires, celles de Brutus, Lucius Cornelius Scipio,, Marcus Aemilius Lepidus, plusieurs membres des Caecilii Metelli, Quintus Marcius Rex, Lucius Pinarius Nata, et des empereurs Claude, Domitien et Aurélien,.

### Les autres monuments
Sur l'aire se trouvent également la casa Romuli et la Curia Calabra, deux monuments qui remontent aux temps légendaires de l'histoire romaine, le tribunal Vespasiani, Titi et Domitiani (peut-être une simple base pour les statues des empereurs flaviens), une bibliothèque (Bibliotheca Capitolina) qui s'écroule en 189 sous Commode, et un atrium publicum. Ce dernier édifice pourrait correspondre au « trésor des questeurs » mentionné par Polybe dans lequel auraient été déposés les traités conclus entre Rome et Carthage,.